# Agricultura itinerant
En vastes regions de clima càlid i de vegetació densa (selva i boscos tropicals) es practica una agricultura itinerant de subsistència. Els agricultors obren clarianes en la vegetació, talen els arbres, treuen les herbes del terra i cremen el terreny esbrossat perquè les cendres aportin fertilitat al sòl.
Com que els sòls de les zones càlides són extremament fràgils, en pocs anys queden esgotats i els agricultors han d'obrir noves clarianes en un altre sector de la selva o el bosc.
Aquesta pràctica agrícola, coneguda com a agricultura de tala i crema, és habitual a les zones baixes de Veneçuela, Colòmbia, Equador, l'est del Perú i Bolívia, a la selva amazònica, en sectors de l'Amèrica Central i a les illes del Carib. El seu origen es remunta a l'època precolombina, en què era practicada per grups indígenes com ara els arawaks i els guaranís.